# Vozera Naŭlitskaje
Vozera Naŭlitskaje (vitryska: Возера Наўліцкае) är en sjö i Belarus.   Den ligger i voblasten Vitsebsks voblast, i den norra delen av landet, 170 km norr om huvudstaden Minsk. Vozera Naŭlitskaje ligger 135 meter över havet. Arean är 3,9 kvadratkilometer. Den sträcker sig 3,4 kilometer i nord-sydlig riktning, och 1,9 kilometer i öst-västlig riktning.